# Laguna Huemul
La laguna Huemul es un cuerpo de agua ubicado en las inmediaciones del glaciar homónimo, en el cual tiene su origen en las cercanías del lago del Desierto, el cerro Crestón y el Vespignani, en la Patagonia. La laguna es parte de la reserva provincial Lago del Desierto de la provincia de Santa Cruz, Argentina. Se puede llegar a través de un sendero que tiene una duración aproximada de 2 horas.
Las localidades más cercanas son El Chaltén (Argentina) y Candelario Mancilla (Chile).
Hasta 1995 estuvo en disputa entre Chile y Argentina en el marco de la disputa de la laguna del Desierto.
Nótese que a pesar de ser públicos la laguna y el glaciar y encontrarse dentro de la Reserva provincial Lago del Desierto, hay unos delincuentes que pretenden cobrar a los caminantes, negándose a brindar servidumbre de paso. Por supuesto no ofrecen factura por este "servicio" y únicamente aceptan efectivo.